# Estat de l'Amazones (Brasil)
Amazones (en portuguès Amazonas) és l'estat més extens del Brasil, localitzat a l'oest de la Regió Nord. Té com a límits: Veneçuela i Roraima al nord, Pará a l'est, Mato Grosso al sud-est, Rondônia al sud, Acre al sud-oest, Perú a l'oest i Colòmbia al nord-oest. Ocupa una superfície d'1.577.820,2 km².

## Geografia

### Relleu
És el més extens estat del Brasil, amb pobra infraestructura de comunicació i molt baixa densitat de població. Gran part del relleu de l'estat és pla. Els punts més alts estan en la frontera amb Veneçuela. Allí es troba la muntanya més alta del Brasil, Pico da Neblina, amb 2994 metres d'altitud.
L'Amazones té el 98% de la seva àrea forestal intacta, car la seva vocació econòmica va ser desviada cap a altres activitats a partir de la reorganització i ampliació de la zona franca de Manaus el 1967. Els governs han buscat incentivar l'anomenat desenvolupament sostenible, buscant la conservació del llegat ecològic. Existeix un esforç per a mantenir els projectes agropecuaris dintre dels límits de la preservació ambiental, mentre que la valorització de l'explotació de la flora com a font de renda va contribuir al fet que l'Amazones enfrontés el desafiament de reduir la desforestació un 21% el 2003, segons l'Institut Nacional d'Investigacions Espacials – INPE.
També hi ha dos dels arxipèlags fluvials més grans del món en quantitat d'illes, Mariuá amb 1200 illes, i anavilhanas amb 400 illes.

### Clima
A Brasil, país característicament tropical, l'Amazones és dominat pel clima equatorial, predominant a l'Amazònia. Les estacions de l'any es presenten bastant diferenciades i l'amplitud tèrmica anual és relativament alta, variant de 28 °C al litoral del Pará fins a 40 °C a l'oest de l'Amazones. Les pluges, a gairebé tota la regió, es distribueixen amb relativa regularitat durant l'any sencer, però es poden trobar també característiques de tropicalitat al Sud de l'estat. Els vents també afecten les temperatures.A l'estiu, bufen els vents alisis vinguts del Sud-est, que per ser calents i humits, provoquen altes temperatures, seguides de fortes pluges; a l'hivern, els fronts freds són generalment seguits de masses d'aire vingudes de l'Equador i porten un vent calent.

### Vegetació
La vegetació forma part de l'extensa i major selva tropical humida del món, La Hiléia Amazònica. Els sòls són vermells de les zones humides i calentes, els elements químics de les quals són hidròxid d'alumini i ferro, propicis a la formació de bauxita i, per tant, pobres per a l'agricultura. Sòls de várzea que són els més fèrtils de la regió. Són sòls joves, que periòdicament són enriquits de material orgànic i inorgànic, dipositats durant la pujada dels rius. La flora de l'Estat presenta una gran varietat de plantes medicinals, dels quals es destaquen andiroba, copaíba i aroeira. Són incomptables les fruites regionals i entre les més consumides i comercialitzades hi ha, guaranà, açaí, cupuaçu, castanha-del-brasil (castanha-del-pará), camu-camu, pupunha, tucumã, buriti i taperebá.

### Encontre de les aigües

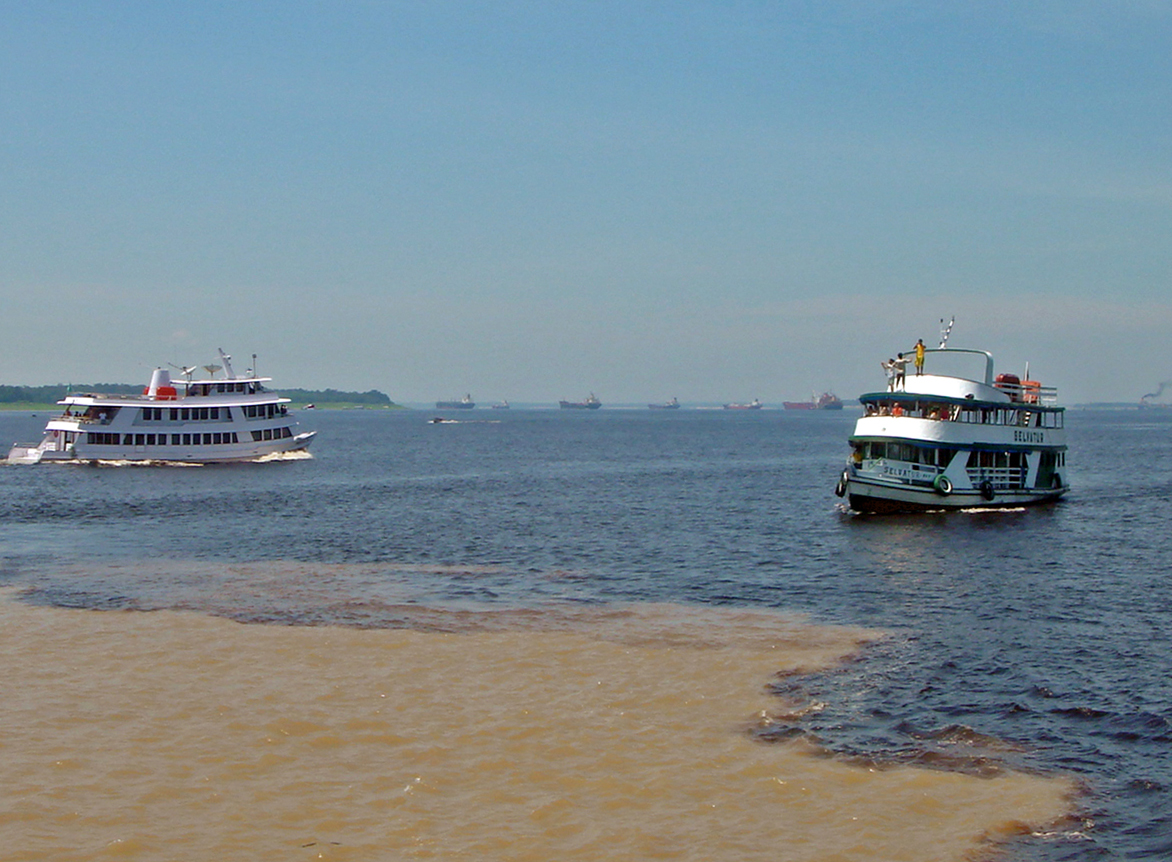
Trobada de les aigües

La confluència entre el riu Negro, d'aigua negra, i el riu Solimões, d'aigua marronosa, resulta en un fenomen popularment conegut com a Trobada de les Aigües, que és una de les principals atraccions turístiques de la ciutat de Manaus i Parintins. Hi ha desenes d'agències de turisme que ofereixen passejos, en programes que acostumen a incloure una volta pels igarapés de la regió. Si el passeig és fet en un vaixell petit, el visitant pot posar la mà a l'aigua, durant les travessies, i sentir que, a més de colors, els rius tenen temperatures diferents. A Manaus, enfront de la Trobada de les Aigües, està en construcció una estructura turística projectada per Oscar Niemeyer, que conté miradors destinats a la contemplació d'aquest magnífic fenomen natural.

### Parcs Nacionals

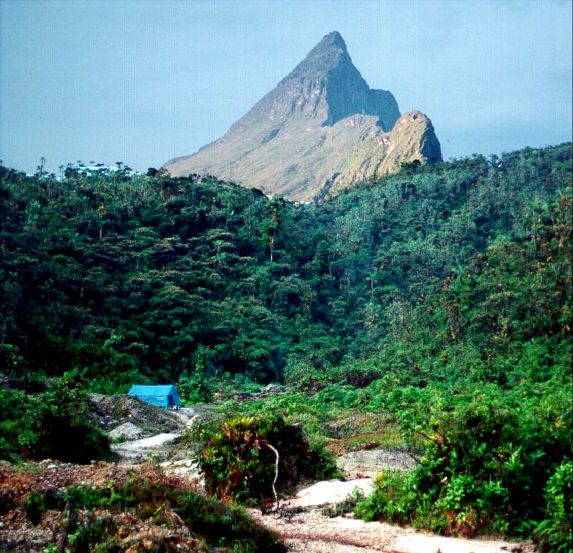
Pico da Neblina

- Parque Nacional da Amazônia - Creat pel decret 73.683 (19 de febrer de 1974), amb 994.000 ha. Es troba dins dels estats d'Amazonas i Pará.
- Parque Nacional do Jaú - Creat pel decret 85.200 (24 de setembre de 1980), amb 2.272.000 ha. Es troba a Novo Airão.
- Parque Nacional do Pico da Neblina - Creat pel decret 83.550 (5 de junho de 1979), amb 2.200.000 ha. Es troba a São Gabriel da Cachoeira i s'hi troba el punt més alt del Brasil, el Pico da Neblina, amb 3.014 m.

## Demografia
Amb més de 3.521.939 habitants, d'acord amb projeccions per al 2006, l'Amazonas és el segon estat més poblat de la regió Nord del Brasil i la seva capital, Manaus, és la setena ciutat amb major PIB del Brasil,segons l'IBGE, que creix desordenadament, amb moltes àrees ocupades de forma no planificada a través de les anomenades invasions. És la major ciutat de la Regió Nord, amb a prop d'1,69 milions d'habitants, seguida per Belém amb 1,4 milions d'habitants, i una de les quals rep més immigrants del Brasil, posseint el modern Aeroport Internacional Eduardo Gomes, construït en la dècada dels 80, és el principal del nord i el tercer en moviments de càrrega del Brasil (darrere només de Viracopos i Guaraulhos).
| Color/Raça | Percentatge |
| ---------- | ----------- |
| Blancs     | 24,2%       |
| Negres     | 3,1%        |
| Mulats     | 66,9%       |
| Indígenes  | 4,0%        |
| Asiàtic    | 0,3%        |

## Economia
L'economia es basa en la indústria, extractiva, incloent petroli i gas natural, minerals i pesca. En relació amb l'extracció, va ser un gran impuls a la vida econòmica i en la colonització de la regió amazònica,gràcies a l'explotació del làtex, durant el cicle de la goma. En l'actualitat, a través del calendari de fires nacionals i internacionals de l'Amazònia, sota la sigla - FIEN - en la Suframa, atreu diferents inversors, brasilers i d'altres nacionalitats, a invertir en els diferents pols tecnològics existents a la regió i, principalment, a la Zona Industrial de Manaus (PIM), en clar desenvolupament, i els estrangers poden trobar grans oportunitats de negocis pel potencial econòmic de l'Amazônia és capaç d'oferir, com la seva infraestructura, mà d'obra qualificada i diversos altres avantatges competitius 

### Turisme
El turisme a l'estat, es basa en la seva capital, Manaus i en les excursions per la selva amazònica. També hi ha hotels dins la selva.

## Cultura

### Arts
El Teatre Amazones, construït pel governador Eduardo Ribeiro, mestís de negre amb indi, natural de Maranhão, és un exemple perfecte de la riquesa existent en l'auge del cautxú. Manaus i Parintins tenen fortes traces d'immigració japonesa en la seva cultura. El Festival de Parintins és també una exaltació de la cultura amazònica, essent una referència nacional.